# Kanton Le Gosier
Kanton Le Gosier is een kanton van het Franse departement Guadeloupe. Kanton Le Gosier maakt deel uit van het arrondissement Pointe-à-Pitre en telde 22.975 inwoners in 2019.
In 2015 werden de kantons Le Gosier-1 en Le Gosier-2 samengevoegd tot Le Gosier.

## Gemeenten
De kanton Le Gosier omvat de een deel van de gemeente Le Gosier.